# Jepifani Slawinezki
Jepifani Slawinezki (russisch Епифаний Славинецкий; * Anfang des 17. Jahrhunderts; † 1675, Moskau, Zarentum Russland) war ein russischer Geistlicher und Gelehrter.
Die Herkunft sowie der Geburtsort von Slawinezki ist unbekannt. Die ersten Mitteilungen über das Leben von Jepifani findet man in Archiven der Kiewer Akademie sowie des Tschudow-Klosters zu Moskau. Slawinezki wirkte kurzzeitig als Pädagoge in Kiew, bis er 1649 vom russischen Zaren Alexei I. nach Moskau geholt wurde. Dort war er unter anderem an verschiedenen Editions- und Übersetzungsprojekten der kirchenslawischen Bibel beteiligt.
| Personendaten    | Personendaten                                                                                 |
| ---------------- | --------------------------------------------------------------------------------------------- |
| NAME             | Slawinezki, Jepifani                                                                          |
| ALTERNATIVNAMEN  | Славинецький, Єпіфаній (ukrainisch); Славинецкий, Епифаний (russisch); Slawynezkyj, Jepifanij |
| KURZBESCHREIBUNG | ostslawischer Geistlicher und Gelehrter                                                       |
| GEBURTSDATUM     | zwischen 1600 und 1630                                                                        |
| STERBEDATUM      | 1675                                                                                          |